# Ungarische Badmintonmeisterschaft 1976
Die Ungarische Badmintonmeisterschaft 1976 fand am 29. und 30. Mai 1976 in Budapest statt.

## Finalergebnisse
| Disziplin    | Sieger                       | Finalist                    | Ergebnis            |
| ------------ | ---------------------------- | --------------------------- | ------------------- |
| Herreneinzel | Imre Bereknyei               | Ferenc Rolek                | 15-10, 15-1         |
| Dameneinzel  | Éva Cserni                   | Ildikó Szabó                | 11-3, 11-5          |
| Herrendoppel | István Englert József Papp   | János Cserni László Rammer  | 13-15, 15-12, 15-11 |
| Damendoppel  | Erzsébet Németh Ildikó Szabó | Éva Cserni Éva Pozsik       | 15-1, 15-6          |
| Mixed        | János Cserni Éva Cserni      | István Englert Ildikó Szabó | 15-2, 15-6          |